# Radio Eau Noire
Radio Eau Noire, créée en 1978, est la première radio libre en Belgique.

## Historique
Radio Eau Noire naît fin mars 1978 près de Couvin (Belgique), pour protester contre le projet de construction d'un barrage de l'Eau Noire. Elle est une des toutes premières radios à émettre en Belgique sur la bande FM. À cette époque, l'utilisation de la bande FM est interdite. Et Radio Eau Noire est donc considérée comme une radio pirate.
L'émetteur acheté en Italie est prêté par le groupe qui édite le journal Alternative Libertaire à Bruxelles. La gendarmerie tente de le saisir, mais la population bloque les routes menant au lieu d'émission.
Le 2 septembre 1991, elle est remplacée par une nouvelle station de radio dirigée par Francis Goffin : Bel RTL. 